# Zarúbino
Zarúbino (en rus: Зарубино) és un poble de la República de Buriàtia, a Rússia, segons el cens del 2012 tenia 308 habitants.